# Alfio Giomi
Alfio Giomi (Grosseto, 29 marzo 1948) è un dirigente sportivo italiano, presidente della Federazione Italiana di Atletica Leggera dal 2 dicembre 2012 al 31 gennaio 2021.
Il 23 febbraio 2025 viene eletto Presidente FISO.

## Biografia
Nato a Grosseto nel 1948, è diplomato ISEF e fu insegnante di educazione fisica fino al 2007 presso l'istituto professionale Einaudi di Grosseto.
Dal 1989 al 1992 e dal 1994 al 2002 è stato vice presidente vicario della FIDAL. Dal 2003 al 2007 è stato consigliere della European Athletic Association. È stato eletto di nuovo consigliere della European Athletic Association il 12 aprile 2015.
Il 6 novembre 2016 è stato rieletto presidente della FIDAL per un altro mandato scadente nel 2020.
Il 23 febbraio 2025 a Bologna viene eletto nuovo Presidente FISO ( Federazione Italiana Sport Orientamento) con l'82,24% dei voti.

## Premi e riconoscimenti
- Grifone d'oro assegnato dalla città di Grosseto nel 2000[1]
- Quercia di 3º grado assegnata dalla FIDAL nel 1995
- EAA Golden Pin assegnata dalla European Athletic Association